# Sabiha Gökçen
Sabiha Gökçen (IPA: /sabiha gœktʃen/, Bursa, 1913. március 22. – Ankara, 2001. március 22.) Törökország első női pilótája, a világ első női harci pilótája, Mustafa Kemal Atatürk államalapító kilenc örökbe fogadott gyermekének egyike. Vezetéknevének jelentése égből való.

## Életrajza
Török források, és a vele készült interjúk szerint Sabiha Gökçen Mustafa İzzet Bey és Hayriye Hanım lányaként látta meg a napvilágot; mindkét szülője bosnyák származású volt. Hans-Lukas Kieser állítása szerint azonban elképzelhető, hogy örmény származású volt. A származását illető spekulációkat az egyik török napilap is tárgyalta, a hivatalos török források azonban erősen kritizálták a megjelent híreket.

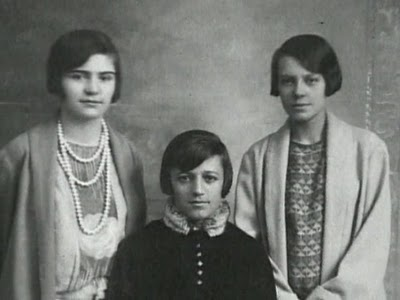
Atatürk fogadott leányai, jobboldalt Sabiha

1925-ben, amikor Sabiha 12 éves volt, Atatürk bursai látogatása alkalmával a kislány engedélyt kért, hogy találkozhasson az államfővel, majd elmondta neki, hogy mennyire szeretne iskolába járni. Atatürk, a lányt szegényes körülmények között nevelő idősebb testvér engedélyével adoptálta Sabihát, majd beíratta az ankarai Çankaya Általános Iskolába. Később az isztambuli Üsküdar Lánykollégiumban tanult.
Amikor 1934-ben bevezették a vezetéknév-törvényt, Atatürk a Gökçen, „égből való” nevet ajándékozta nevelt lányának. Ekkor Sabiha még nem volt pilóta, néhány hónappal később kezdett érdeklődni a repülés iránt.
Atatürk fontosnak tartotta a repülést, előmozdította a Török Repülő Szövetség megalapítását 1925-ben. 1935 májusában az államfő magával vitte Sabihát a Türkkuşu („törökmadár”) repülőiskola megnyitójára. A repülőgépek és ejtőernyősök bemutatója alatt Sabiha kifejezte nevelőapjának, mennyire szeretne ő is repülni. Atatürk beíratta a repülőiskolába, annak első női tanulójaként. Először ejtőernyősnek képezték volna ki, de a lányt jobban érdekelték a repülőgépek. Miután megszerezte a pilótaengedélyt, hét férfi tanulóval együtt a Szovjetunióba küldték, ahol továbbképezték.
1936-ban Atatürk kérésére Sabiha beiratkozott a Török Légierő akadémiájára, ahol bombázó és harcirepülőgépek vezetésére képezték ki az Eskişehiri Légibázison. Az ország (és a világ) első női berepülő pilótájaként részt vett az égei-tengeri és trákiai hadgyakorlatokon 1937-ben, majd élesben is bevetették, a dersimi felkelés leverésében.
1938-ban ötnapos repülőtúrán vett részt a Balkán fölött, később a Türkkuşu Repülőiskola főoktatója lett, itt szolgált 1955-ig, amikor is a Török Repülő Szövetség igazgatótanácsának tagja lett. 28 éven keresztül a világ szinte minden tájára vezetett repülőgépet. 1981-ben könyvet írt A Life Along the Path of Atatürk címmel, melyet a repülő szövetség jelentetett meg Atatürk 100. születésnapjának alkalmából.
Élete során Sabiha Gökçen 22 különböző típusú repülőgépet vezetett, több mint 8000 órát repült, ebből 32 óra harci bevetés volt. 1996-ban az Egyesült Államok légiereje A történelem 20 legnagyobb pilótája poszterén Sabiha Gökçen volt az egyetlen pilótanő.

## Hagyatéka
Róla nevezték el Isztambul második számú nemzetközi repülőterét, a Sabiha Gökçen nemzetközi repülőteret, mely a város ázsiai oldalán található.

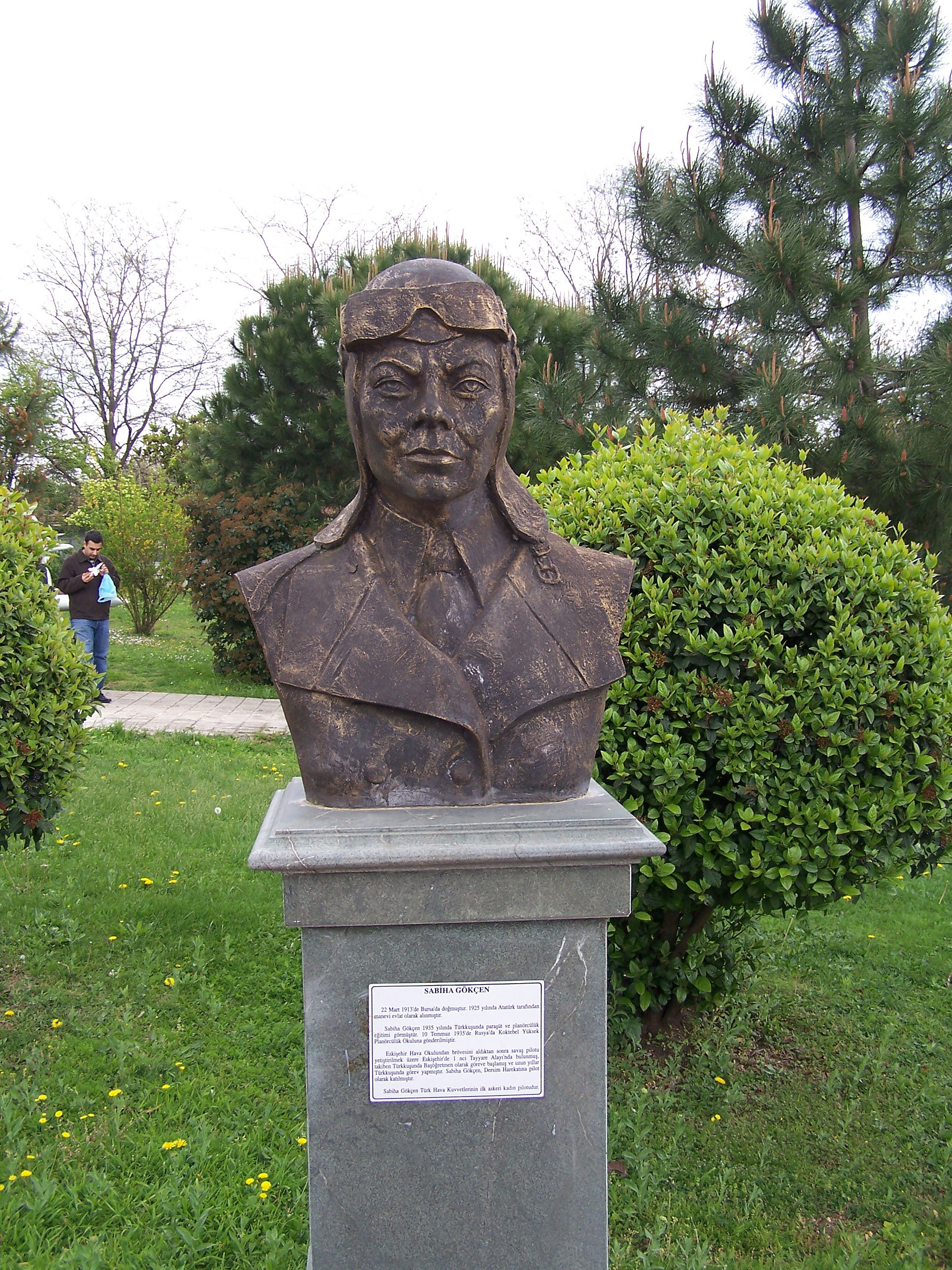
Sabiha Gökçen mellszobra az Isztambuli Repülési Múzeumban